# Кальвяляй
Кальвя́ляй (лит. Kalveliai, пол. Kowalczuki) — деревня на территории самоуправления Вильнюсского района, в 27 км к востоку от Вильнюса и в 3 км от границы с Белоруссией, при автостраде Вильнюс — Шумскас и железной дороге Вильнюс — Минск. Центр староства (сянюнии) площадью в 11 894 га, на территории которого располагается 32 деревни и проживает около 5 000 жителей.

## Инфраструктура

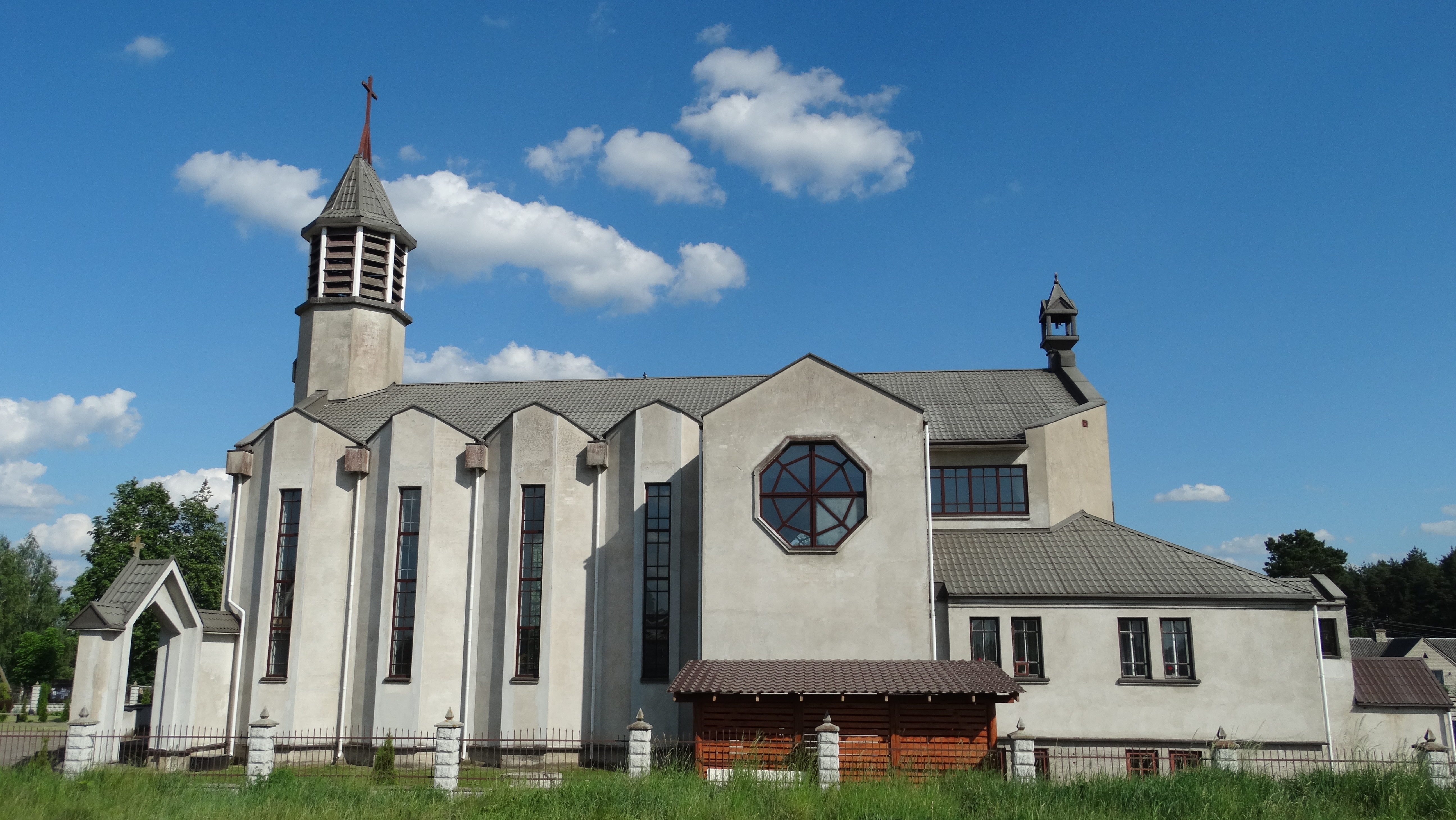
Костёл Божия Милосердия

Имеются почтовое отделение, амбулатория (с 1984 года), аптека, детский сад, две бывшие средние школы, ныне гимназии (одна „Aušros“ с преподаванием на литовском языке, другая S. Moniuškos — с преподаванием на польском и русском языках), дом культуры (1959), библиотека (1950). В расположенных неподалёку рыбоводных прудах Маргяй действует рыбоводческое предприятие „Akvilegija“. Недалеко от деревни Кальвяляй находятся железнодорожная станция Кяна и таможенный пост.
В 2000 году в деревне был построен первый в Литве храм Милосердия Божия. Авторы проекта архитектор Тадеуш Дерлятка из Радома и Мечислав Ягусинский из Вильнюса. Рядом с костёлом в 2007 году был открыт первый в Литве бронзовый памятник папе римскому Иоанну Павлу II, средства на который в течение нескольких лет собирались среди прихожан. Памятник был отлит в Польше.

## Население

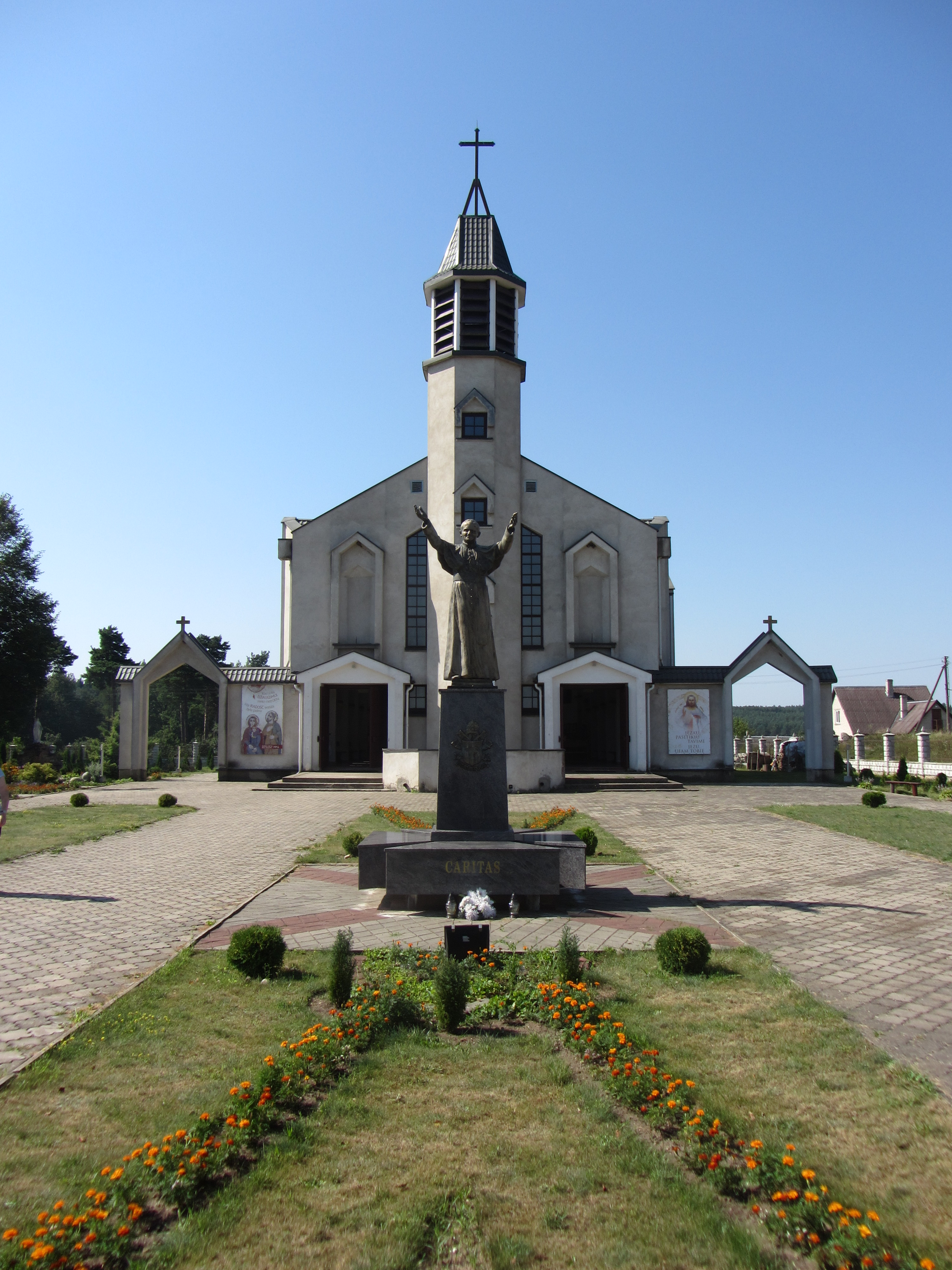
Памятник Иоанну Павлу II

В 1882 году было 24 жителя, в 1897 году насчитывалось около 200 человек (действовало 6 магазинов), в 1920 году значилось около 450 человек. По переписи 1959 года в деревне проживало 564 человек, в 1970 году — 1337, в 1979 году — 1503, в 1989 году — 2021 житель, в 2001 году — 1848 человек . В 2011 году в деревне проживало 1592 человека..

## История
Деревня начала формироваться в конце XIX века и называлась Ковальчуки (от польского слова kowal — кузнец). В 1882 году здесь было шесть торговых лавок и около 200 жителей. В 1921 году здесь была открыта начальная школа. С 1957 года здесь действовала торфяная фабрика (к юго-востоку от деревни имеется торфяник Маргяй). В 1967 году название деревне было литуанизировано в Кальвяляй. В советское время деревня (в 1950—1992 годах) была апилинковым центром и центральной усадьбой колхоза .